# Leucochrysa lestagei
Leucochrysa lestagei är en insektsart som beskrevs av Navás 1922. Leucochrysa lestagei ingår i släktet Leucochrysa och familjen guldögonsländor. Inga underarter finns listade i Catalogue of Life.